# Hannoverscher Sportverein von 1896 1995-1996
Questa voce raccoglie le informazioni riguardanti l'Hannoverscher Sportverein von 1896 nelle competizioni ufficiali della stagione 1995-1996.

## Stagione
Nella stagione 1995-1996 l'Hannover, allenato da Egon Coordes e Jürgen Stoffregen, concluse il campionato di 2. Bundesliga al 16º posto e fu retrocesso in Regionalliga. In Coppa di Germania l'Hannover fu eliminato al primo turno dal Rot-Weiss Essen.

## Rosa
| N. |                                 | Ruolo | Calciatore          |
| -- | ------------------------------- | ----- | ------------------- |
| 1  | Germania (bandiera)             | P     | Jörg Sievers        |
| 2  | Germania (bandiera)             | D     | Carsten Linke       |
|    | Germania (bandiera)             | P     | Carsten Eisenmenger |
|    | Albania (bandiera)              | D     | Adrian Aliaj        |
|    | Marocco (bandiera)              | D     | Jamal Bounoua       |
|    | Bosnia ed Erzegovina (bandiera) | D     | Murat Jasarević     |
|    | Germania (bandiera)             | D     | Jörg-Uwe Klütz      |
|    | Germania (bandiera)             | D     | Mathias Kuhlmey     |
|    | Germania (bandiera)             | D     | Steffen Menze       |
|    | Germania (bandiera)             | D     | René Morgenstern    |
|    | Germania (bandiera)             | D     | Roger Prinzen       |
|    | Germania (bandiera)             | D     | Uwe Schneider       |
|    | Serbia (bandiera)               | D     | Vladimir Vermezović |
|    | Turchia (bandiera)              | C     | Servet Atalan       |
|    | Germania (bandiera)             | C     | Christof Babatz     |
|    | Germania (bandiera)             | C     | Steffen Benthin     |
|    | Germania (bandiera)             | C     | Reinhold Daschner   |

| N. |                     | Ruolo | Calciatore         |
| -- | ------------------- | ----- | ------------------ |
|    | Germania (bandiera) | C     | Marco Dehne        |
|    | Germania (bandiera) | C     | Frank Ellermann    |
|    | Russia (bandiera)   | C     | Bogdan Fedirtschik |
|    | Germania (bandiera) | C     | Claus Grzeskowiak  |
|    | Germania (bandiera) | C     | Uwe Harttgen       |
|    | Germania (bandiera) | C     | Günter Hermann     |
|    | Polonia (bandiera)  | C     | Sławomir Majak     |
|    | Croazia (bandiera)  | C     | Marjo Novaković    |
|    | Germania (bandiera) | C     | Martin Rapp        |
|    | Germania (bandiera) | C     | Daniel Schmidt     |
|    | Serbia (bandiera)   | C     | Goran Stojanovic   |
|    | Germania (bandiera) | C     | Andreas Winkler    |
|    | Russia (bandiera)   | A     | Aleksandr Borodjuk |
|    | Germania (bandiera) | A     | Kreso Kovacec      |
|    | Germania (bandiera) | A     | Carsten Mütze      |
|    | Germania (bandiera) | A     | Lothar Sippel      |
|    | Germania (bandiera) | A     | Niclas Weiland     |

## Organigramma societario
Area tecnica
- Allenatore: Jürgen Stoffregen
- Allenatore in seconda:
- Preparatore dei portieri:
- Preparatori atletici:

## Calciomercato

### Sessione estiva
| Acquisti | Acquisti            | Acquisti          | Acquisti |
| R.       | Nome                | da                | Modalità |
| -------- | ------------------- | ----------------- | -------- |
| A        | Aleksandr Borodjuk  | Friburgo          |          |
| D        | Adrian Aliaj        | Partizani Tirana  |          |
| D        | Murat Jasarević     | Duisburg          |          |
| A        | Kreso Kovacec       | Concordia Amburgo |          |
| C        | Marjo Novaković     | Dinamo Zagabria   |          |
| D        | Uwe Schneider       | Bochum            |          |
| C        | Goran Stojanovic    | Havelse           |          |
| D        | Vladimir Vermezović | Paniōnios         |          |
| A        | Niclas Weiland      | St. Pauli         |          |

| Cessioni | Cessioni            | Cessioni         | Cessioni |
| R.       | Nome                | a                | Modalità |
| -------- | ------------------- | ---------------- | -------- |
| C        | Andrzej Kobylański  | Waldhof Mannheim |          |
| A        | Mario Block         | BFC Dynamo       |          |
| D        | Stefan Emmerling    | Duisburg         |          |
| A        | Markus Erdmann      | SC Harsum        |          |
| C        | Martin Groth        | Hansa Rostock    |          |
| A        | Torsten Gütschow    | Chemnitz         |          |
| C        | Jürgen Luginger     | Waldhof Mannheim |          |
| A        | Christian Schäfer   | Arminia Hannover |          |
| C        | Niels Schlotterbeck | Vorwärts Steyr   |          |
| C        | Stefan Studer       | Hansa Rostock    |          |
| D        | Matthias Weise      | Hessen Kassel    |          |

### Sessione invernale
| Acquisti | Acquisti        | Acquisti       | Acquisti |
| R.       | Nome            | da             | Modalità |
| -------- | --------------- | -------------- | -------- |
| D        | Carsten Linke   | Saarbrücken    |          |
| C        | Steffen Benthin | Hansa Rostock  |          |
| C        | Sławomir Majak  | Zagłębie Lubin |          |

| Cessioni | Cessioni | Cessioni | Cessioni |
| R.       | Nome     | a        | Modalità |
| -------- | -------- | -------- | -------- |

## Risultati

### 2. Bundesliga

#### Girone di andata
| Arbitro: | Albrecht |

|                        |           |                            |
| Ziemer 10’ Kuhnert 90’ | Marcatori | 40’ Vermezović 52’ Prinzen |

| Arbitro: | Haupt |

|                          |           |                     |
| Harttgen 15’ Kovacec 88’ | Marcatori | 45’ Marin 90’ Salou |

| Arbitro: | Buchhart |

|              |           |  |
| Michalke 18’ | Marcatori |  |

| Arbitro: | Jansen |

|             |           |  |
| Kovacec 75’ | Marcatori |  |

| Hannover 30 agosto 1995, ore 20:00 CEST 5ª giornata | Hannover 96 | 0 – 0 referto | Lubecca | Niedersachsenstadion (11 200 spett.)\| Arbitro: \| Keßler \| |
| Arbitro:                                            | Keßler      |               |         |                                                              |

| Arbitro: | Friedrichs |

|            |           |  |
| Rische 34’ | Marcatori |  |

| Arbitro: | Hotop |

|           |           |             |
| Menze 15’ | Marcatori | 58’ Kirsten |

| Meppen 16 settembre 1995, ore 15:30 CEST 8ª giornata | Meppen  | 0 – 0 referto | Hannover 96 | Emslandstadion (8 000 spett.)\| Arbitro: \| Leimert \| |
| Arbitro:                                             | Leimert |               |             |                                                        |

| Arbitro: | Schütz |

|            |           |  |
| Babatz 75’ | Marcatori |  |

| Arbitro: | Koop |

|  |           |                     |
|  | Marcatori | 6’ Menze 78’ Sippel |

| Arbitro: | Wack |

|                  |           |  |
| Winkler 89’, 90’ | Marcatori |  |

| Arbitro: | Habermann |

|                                            |           |            |
| Reina 9’, 60’, 88’ Klinge 32’ Probierz 58’ | Marcatori | 59’ Babatz |

| Arbitro: | Fröhlich |

|  |           |                 |
|  | Marcatori | 75’ Tyszkiewicz |

| Arbitro: | Keßler |

|           |           |  |
| Simon 15’ | Marcatori |  |

| Arbitro: | Wezel |

|            |           |           |
| Babatz 35’ | Marcatori | 47’ Weber |

| Arbitro: | Schmidt |

|                       |           |         |
| Hecker 14’ Aračić 69’ | Marcatori | 2’ Rapp |

| Arbitro: | Prengel |

|  |           |            |
|  | Marcatori | 62’ Walter |

#### Girone di ritorno
| Arbitro: | Dörr |

|  |           |                        |
|  | Marcatori | 13’ Ziemer 64’ Ouakili |

| Arbitro: | Schütz |

|                                         |           |  |
| Marin 20’ Salou 30’ Vana 44’ Kienle 50’ | Marcatori |  |

| Arbitro: | Fleischer |

|                           |           |  |
| Daschner 32’ Borodjuk 50’ | Marcatori |  |

| Arbitro: | Frey |

|                |           |  |
| Kobylański 25’ | Marcatori |  |

| Arbitro: | Müller |

|               |           |  |
| Koch 28’, 49’ | Marcatori |  |

| Arbitro: | Byernetzky |

|                                   |           |  |
| Benthin 3’, 55’ Borodjuk 45’, 49’ | Marcatori |  |

| Arbitro: | Ertl |

|                         |           |           |
| Seifert 75’ Viertel 81’ | Marcatori | 90’ Dehne |

| Arbitro: | Gettke |

|             |           |  |
| Weiland 88’ | Marcatori |  |

| Arbitro: | Friedrichs |

|                                       |           |             |
| Rraklli 3’, 29’ Kovač 53’ Richter 63’ | Marcatori | 80’ Kovacec |

| Arbitro: | Leimert |

|                  |           |                      |
| Kovacec 34’, 74’ | Marcatori | 3’ Moore 87’ Baumann |

| Arbitro: | Fandel |

|         |           |  |
| Hey 60’ | Marcatori |  |

| Arbitro: | Fischer |

|                                 |           |  |
| Winkler 10’ Dehne 49’ Majak 65’ | Marcatori |  |

| Arbitro: | Steinborn |

|                                    |           |                                 |
| Maucksch 17’ Reich 27’ Meißner 53’ | Marcatori | 47’ Prinzen 57’ Linke 59’ Klütz |

| Arbitro: | Schmidt |

|              |           |                                       |
| Daschner 43’ | Marcatori | 16’ Radlspeck 32’ García 79’ Vladimir |

| Arbitro: | Wack |

|                                                    |           |             |
| Schneider 7’ Kämpfe 47’ Zimmermann 88’ Bennert 90’ | Marcatori | 48’ Prinzen |

| Arbitro: | Krug |

|                                                    |           |                      |
| Jasarević 33’ Kovacec 50’ Weiland 74’ Daschner 84’ | Marcatori | 8’ Gütschow 62’ Renn |

| Arbitro: | Buchhart |

|                     |           |              |
| Walter 17’ Kopp 85’ | Marcatori | 51’ Daschner |

### Coppa di Germania
| Arbitro: | Wagner |

|                |           |  |
| Wuckel 7’, 49’ | Marcatori |  |

## Statistiche

### Statistiche di squadra
| Competizione      | Punti | In casa | In casa | In casa | In casa | In casa | In casa | In trasferta | In trasferta | In trasferta | In trasferta | In trasferta | In trasferta | Totale | Totale | Totale | Totale | Totale | Totale | DR  |
| Competizione      | Punti | G       | V       | N       | P       | Gf      | Gs      | G            | V            | N            | P            | Gf           | Gs           | G      | V      | N      | P      | Gf     | Gs     | DR  |
| ----------------- | ----- | ------- | ------- | ------- | ------- | ------- | ------- | ------------ | ------------ | ------------ | ------------ | ------------ | ------------ | ------ | ------ | ------ | ------ | ------ | ------ | --- |
| 2. Bundesliga     | 35    | 17      | 8       | 5       | 4       | 25      | 15      | 17           | 1            | 3            | 13           | 13           | 35           | 34     | 9      | 8      | 17     | 38     | 50     | -12 |
| Coppa di Germania | -     | 0       | 0       | 0       | 0       | 0       | 0       | 1            | 0            | 0            | 1            | 0            | 2            | 1      | 0      | 0      | 1      | 0      | 2      | -2  |
| Totale            | 35    | 17      | 8       | 5       | 4       | 25      | 15      | 18           | 1            | 3            | 14           | 13           | 37           | 35     | 9      | 8      | 18     | 38     | 52     | -14 |

### Andamento in campionato
| Giornata  | 1 | 2 | 3 | 4 | 5 | 6  | 7  | 8  | 9 | 10 | 11 | 12 | 13 | 14 | 15 | 16 | 17 | 18 | 19 | 20 | 21 | 22 | 23 | 24 | 25 | 26 | 27 | 28 | 29 | 30 | 31 | 32 | 33 | 34 |
| --------- | - | - | - | - | - | -- | -- | -- | - | -- | -- | -- | -- | -- | -- | -- | -- | -- | -- | -- | -- | -- | -- | -- | -- | -- | -- | -- | -- | -- | -- | -- | -- | -- |
| Luogo     | T | C | T | C | C | T  | C  | T  | C | T  | C  | T  | C  | T  | C  | T  | C  | C  | T  | C  | T  | T  | C  | T  | C  | T  | C  | T  | C  | T  | C  | T  | C  | T  |
| Risultato | N | N | P | V | N | P  | N  | N  | V | V  | V  | P  | P  | P  | N  | P  | P  | P  | P  | V  | P  | P  | V  | P  | V  | P  | N  | P  | V  | N  | P  | P  | V  | P  |
| Posizione | 1 | 1 | 8 | 4 | 6 | 11 | 12 | 11 | 7 | 6  | 5  | 7  | 8  | 10 | 9  | 11 | 11 | 12 | 14 | 12 | 14 | 16 | 13 | 13 | 13 | 14 | 15 | 15 | 14 | 15 | 16 | 16 | 16 | 16 |

Legenda:

Luogo: C = Casa; T = Trasferta. Risultato: V = Vittoria; N = Pareggio; P = Sconfitta.

### Statistiche dei giocatori
| Giocatore      | 2. Bundesliga | 2. Bundesliga | 2. Bundesliga | 2. Bundesliga | Coppa di Germania | Coppa di Germania | Coppa di Germania | Coppa di Germania | Totale   | Totale | Totale      | Totale     |
| Giocatore      | Presenze      | Reti          | Ammonizioni   | Espulsioni    | Presenze          | Reti              | Ammonizioni       | Espulsioni        | Presenze | Reti   | Ammonizioni | Espulsioni |
| -------------- | ------------- | ------------- | ------------- | ------------- | ----------------- | ----------------- | ----------------- | ----------------- | -------- | ------ | ----------- | ---------- |
| A. Aliaj       | 2             | 0             | 0             | 0             | 0                 | 0                 | 0                 | 0                 | 2        | 0      | 0           | 0          |
| S. Atalan      | 1             | 0             | 0             | 0             | 0                 | 0                 | 0                 | 0                 | 1        | 0      | 0           | 0          |
| C. Babatz      | 30            | 3             | 5             | 0             | 1                 | 0                 | 0                 | 0                 | 31       | 3      | 5           | 0          |
| S. Benthin     | 13            | 2             | 0             | 0             | 0                 | 0                 | 0                 | 0                 | 13       | 2      | 0           | 0          |
| A. Borodjuk    | 16            | 3             | 1             | 0             | 0                 | 0                 | 0                 | 0                 | 16       | 3      | 1           | 0          |
| J. Bounoua     | 0             | 0             | 0             | 0             | 0                 | 0                 | 0                 | 0                 | 0        | 0      | 0           | 0          |
| R. Daschner    | 26            | 4             | 6             | 0             | 1                 | 0                 | 0                 | 0                 | 27       | 4      | 6           | 0          |
| M. Dehne       | 25            | 2             | 3             | 0             | 0                 | 0                 | 0                 | 0                 | 25       | 2      | 3           | 0          |
| C. Eisenmenger | 11            | 0             | 1             | 0             | 0                 | 0                 | 0                 | 0                 | 11       | 0      | 1           | 0          |
| F. Ellermann   | 13            | 0             | 4             | 0             | 1                 | 0                 | 0                 | 0                 | 14       | 0      | 4           | 0          |
| B. Fedirtschik | 1             | 0             | 0             | 0             | 1                 | 0                 | 0                 | 0                 | 2        | 0      | 0           | 0          |
| C. Grzeskowiak | 1             | 0             | 0             | 0             | 0                 | 0                 | 0                 | 0                 | 1        | 0      | 0           | 0          |
| U. Harttgen    | 7             | 1             | 2             | 0             | 1                 | 0                 | 0                 | 0                 | 8        | 1      | 2           | 0          |
| G. Hermann     | 4             | 0             | 0             | 0             | 0                 | 0                 | 0                 | 0                 | 4        | 0      | 0           | 0          |
| M. Jasarević   | 26            | 1             | 7             | 1             | 1                 | 0                 | 1                 | 0                 | 27       | 1      | 8           | 1          |
| J. Klütz       | 24            | 1             | 5             | 2             | 0                 | 0                 | 0                 | 0                 | 24       | 1      | 5           | 2          |
| A. Kobylański  | 7             | 0             | 0             | 0             | 1                 | 0                 | 0                 | 0                 | 8        | 0      | 0           | 0          |
| K. Kovacec     | 32            | 6             | 4             | 0             | 1                 | 0                 | 0                 | 0                 | 33       | 6      | 4           | 0          |
| M. Kuhlmey     | 13            | 0             | 4             | 0             | 0                 | 0                 | 0                 | 0                 | 13       | 0      | 4           | 0          |
| C. Linke       | 15            | 1             | 3             | 0             | 0                 | 0                 | 0                 | 0                 | 15       | 1      | 3           | 0          |
| S. Majak       | 13            | 1             | 2             | 0             | 0                 | 0                 | 0                 | 0                 | 13       | 1      | 2           | 0          |
| S. Menze       | 22            | 2             | 3             | 1             | 1                 | 0                 | 0                 | 0                 | 23       | 2      | 3           | 1          |
| R. Morgenstern | 1             | 0             | 0             | 0             | 0                 | 0                 | 0                 | 0                 | 1        | 0      | 0           | 0          |
| C. Mütze       | 1             | 0             | 0             | 0             | 0                 | 0                 | 0                 | 0                 | 1        | 0      | 0           | 0          |
| M. Novaković   | 15            | 0             | 2             | 0             | 1                 | 0                 | 0                 | 0                 | 16       | 0      | 2           | 0          |
| R. Prinzen     | 32            | 3             | 9             | 0             | 1                 | 0                 | 0                 | 0                 | 33       | 3      | 9           | 0          |
| M. Rapp        | 5             | 1             | 0             | 0             | 0                 | 0                 | 0                 | 0                 | 5        | 1      | 0           | 0          |
| D. Schmidt     | 2             | 0             | 0             | 0             | 0                 | 0                 | 0                 | 0                 | 2        | 0      | 0           | 0          |
| U. Schneider   | 12            | 0             | 3             | 0             | 0                 | 0                 | 0                 | 0                 | 12       | 0      | 3           | 0          |
| J. Sievers     | 23            | 0             | 0             | 0             | 1                 | 0                 | 0                 | 0                 | 24       | 0      | 0           | 0          |
| L. Sippel      | 19            | 1             | 0             | 0             | 1                 | 0                 | 0                 | 0                 | 20       | 1      | 0           | 0          |
| G. Stojanovic  | 1             | 0             | 1             | 0             | 0                 | 0                 | 0                 | 0                 | 1        | 0      | 1           | 0          |
| V. Vermezović  | 11            | 1             | 3             | 0             | 0                 | 0                 | 0                 | 0                 | 11       | 1      | 3           | 0          |
| N. Weiland     | 19            | 2             | 4             | 0             | 0                 | 0                 | 0                 | 0                 | 19       | 2      | 4           | 0          |
| A. Winkler     | 25            | 3             | 3             | 0             | 1                 | 0                 | 0                 | 0                 | 26       | 3      | 3           | 0          |